# TeamSpeak
TeamSpeak是一套專有的VoIP軟體，用於聊天頻道上的使用者之間語音通訊，類似於電話會議。使用者可以戴上耳機與麥克風進行通話。使用者可以經由客戶端軟體連線到指定的伺服器，在伺服器內的頻道進行通話。
通常TeamSpeak的使用者大多為多人連線遊戲的玩家，與同隊伍的玩家進行通訊。在遊戲的對戰方面，語音對話通訊具有競爭優勢。

## 伺服器
TeamSpeak 3伺服器目前支援Microsoft Windows、macOS、Linux和FreeBSD，並使用基於用戶端或命令列介面的工具來控制伺服器的管理及設定。伺服器是單獨運行在一台主機上，與用戶端分開。TeamSpeak 3支援虛擬伺服器個體化，允許最多2個虛擬伺服器運行在同一個處理程序上。

## 第三方工具
可經由官方網站下載第三方應用程式。這些應用程式的特性在於，客戶端的遊戲支援，以及伺服器的進階管理。

## TeamSpeak用戶端

### TeamSpeak 3
新版的TeamSpeak早在2004年起開始研發。重新設計許多新的功能與特性，有部分更新於2006年在研發人員的部落格內發佈。首次公開發佈TeamSpeak 3 SDK的日期是2008年6月5日，其包含的元件還有MMO遊戲Vendetta Online的整合元件。測試版的TeamSpeak 3於2009年12月19日發佈。

### TeamSpeak 5
TeamSpeak 5測試版於2020年發佈，在其前身TeamSpeak 3的基礎上構建，提供增強的功能、現代化的設計和可用性改進。

### TeamSpeak 6
TeamSpeak 6測試版於2025年1月21日發佈，引入了螢幕分享和直接透過應用程式購買託管伺服器等主要新功能。

## 外部連結
- TeamSpeak – teamspeak.com（页面存档备份，存于）
- TeamSpeex – savvy.nl/blog